# Dionisio Zannettini
Dionisio Zannettini (falecido em 1566) foi um prelado católico romano que serviu como bispo de Mylopotamos de 1538 a 1555 e bispo de Ceos e Thermia de 1529 a 1538.

## Biografia
Dionisio Zannettini foi ordenado sacerdote na Ordem dos Frades Menores. No dia 8 de Fevereiro de 1529, foi nomeado durante o papado de Clemente VII como Bispo de Ceos e Thermia. A 11 de Dezembro de 1538, foi nomeado durante o papado de Paulo III como Bispo de Mylopotamos. Serviu como Bispo de Mylopotamos até à sua renúncia em 1555, falecendo mais tarde em 1566. Enquanto bispo, foi o co-consagrador principal de Alfonso Oliva, Bispo de Bovino (1535) e François Maronus (1535).